# The Killer Bees
I Killer Bees sono stati un tag team di wrestling attivo negli anni ottanta nella World Wrestling Federation, composto da B. Brian Blair e "Jumpin" Jim Brunzell.
Il nome del team è un gioco di parole sul reparto difensivo dei Miami Dolphins conosciuto come "Killer Bs", molto popolare all'epoca nella NFL, in quanto il cognome di entrambi i membri del tag team iniziava con una "B", come anche quelli di molti giocatori dei Dolphins.

## Carriera

### World Wrestling Federation
Blair e Brunzell furono messi sotto contratto dalla WWF nel 1985 come The Killer Bees ("Le api assassine"). I due indossavano una tenuta gialla e nera, in onore al colore delle api. Blair era stato già parte della compagnia come lottatore singolo nel 1984, utilizzato principalmente come "jobber". La coppia formata da Blair e Brunzell fu suggerita da Hulk Hogan. Dato che Blair e Brunzell erano fisicamente simili, inizialmente entrambi i wrestler indossavano delle maschere identiche che ne celavano l'identità e durante i match confondevano gli avversari e l'arbitro scambiandosi spesso di posto e ruolo. Successivamente le maschere furono accantonate.
La coppia esordì come face il 17 giugno 1985 sconfiggendo Steve Lombardi & Dave Barbie. Per coincidenza, questo fu anche il primo match di Brunzell nella WWF. Dopo aver affrontato e sconfitto parecchi tag team di secondo piano, i Killer Bees cominciarono un lungo feud con la Hart Foundation (Bret Hart & Jim Neidhart). Altra notevole rivalità fu quella che li vide contrapposti ai Funks (Hoss, Terry & Jimmy Jack). Nell'agosto 1986, affrontarono Hoss & Jimmy Jack Funk davanti a un pubblico di 70,000 persone allo show The Big Event di Toronto, Canada. Il team sfidò senza successo gli allora campioni di coppia The Dream Team (Brutus Beefcake & Greg Valentine) in due occasioni.
I Killer Bees presero parte alla battle royal tra wrestler e giocatori di football americano svoltasi a WrestleMania 2 e in seguito affrontarono a WrestleMania III The Iron Sheik & Nikolai Volkoff, perdendo per squalifica a causa dell'interferenza da parte di Jim Duggan. Dopo WrestleMania III, cominciarono un feud con i Demolition. Da questo punto in avanti, il successo dei Killer Bees iniziò a scemare in termini di piazzamento nelle card, anche se furono uno dei due unici team (insieme agli Young Stallions) a "sopravvivere" nel 10-team elimination match svoltosi alla prima edizione del ppv Survivor Series nel 1987. L'ultima apparizione dei Bees a Wrestlemania si ebbe a WrestleMania IV, dove parteciparono nuovamente a una battle royal.
L'ultimo match di rilievo della coppia si svolse a WrestleFest nell'estate 1988, dove fu sconfitta dai The Fabulous Rougeaus. Poco tempo dopo la coppia si sciolse senza pubblicità o annunci di sorta, e Brunzell e Blair tornarono a lottatore in singolo come jobber.
Brunzell rimase ancora nella WWF fino al febbraio 1993, lottando in vari house show, non trasmessi in TV. Blair lasciò la compagnia nel novembre 1988.
In seguito Blair e Brunzell si sarebbero lamentati (facendo anche causa) nei confronti della WWF che continuò a vendere e produrre merchandising dei Killer Bees, senza aver prima chiesto la loro autorizzazione o aver pagato loro una quota dei ricavi.

### Carriera successiva
Agli inizi degli anni novanta, i Bees si ricostituirono nella Universal Wrestling Federation di Herb Abrams, vincendo i titoli di coppia della federazione prima del fallimento della stessa. Nella UWF, non poterono utilizzare il ring name "Killer Bees" perché di proprietà della WWF e furono così rinominati Masked Confusion. Tuttavia, Blair veniva presentato ugualmente come "Killer Bee" B. Brian Blair quando combatteva in singolo.
La coppia apparve brevemente anche nella American Wrestling Association, durante una puntata di All-Star Wrestling del 1994.

## Titoli e riconoscimenti
- Universal Wrestling Federation
  - UWF World Tag Team Championship (1)
- World Wrestling Federation
  - Frank Tunney Sr. Memorial Tag Team Tournament[8]